# دحس الرشة (المكلا)

تعديل مصدري - تعديل

دحس الرشة هي إحدى قرى عزلة المكلا بمديرية المكلا التابعة لمحافظة حضرموت، بلغ تعداد سكانها 48 نسمة حسب تعداد اليمن لعام 2004.